# Chrysolina septentrionalis
Chrysolina septentrionalis é uma espécie de artrópode pertencente à família Chrysomelidae.